# Tratado de Bucarest (1913)

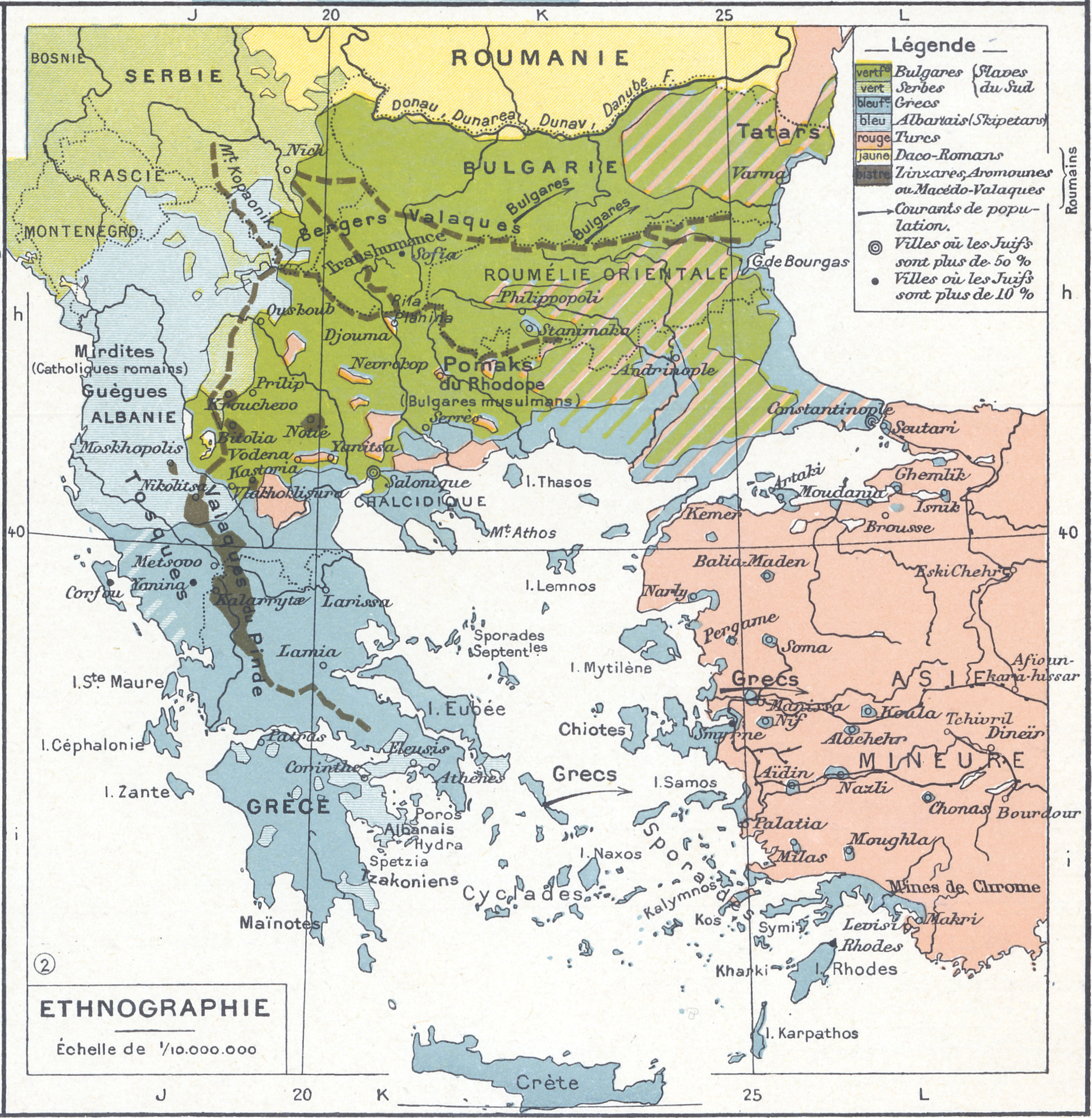
Mapa étnico de los Balcanes.

El tratado de paz de Bucarest puso fin a la segunda guerra de los Balcanes. Fue firmado el 10 de agosto de 1913 por los representantes diplomáticos de los países intervinientes en dicho conflicto: los reinos de Bulgaria, Grecia, Montenegro, Rumania y Serbia.

## Contexto
Bulgaria, que había sido derrotada en la segunda guerra balcánica, perdió la mayor parte de los territorios que había conquistado en 1912 y 1913 al Imperio otomano durante la primera guerra de los Balcanes: Serbia recibió el norte de Macedonia, repartiéndose con Montenegro el antiguo sanjacado turco de Novi Pazar; Grecia ocupó el sur de Macedonia y Salónica; mientras que, para terminar, Rumania obtuvo la región de la(o Silistra), que se corresponde con la Dobrudja meridional.
Siguiendo la estela de este mismo tratado, el Tratado de Constantinopla, firmado el 29 de septiembre de 1913 en la ciudad turca de Estambul, fijó los límites territoriales entre Bulgaria y el Imperio otomano: la línea Enos-Midia seguía siendo el punto de referencia, pero una rectificación menor en su trazado permitía al Imperio Otomano recuperar las ciudades de Edirne (Adrianópolis), Kirk-Kilisse y Demotica.

## Consecuencias

Cambios territoriales según el Tratado de Bucarest de 1913.
Asignado a Bulgaria
Asignado a Grecia
Asignado a Montenegro
Asignado a Rumania
Asignado a Serbia
Albania independiente

El Tratado no logra satisfacer las aspiraciones de ninguna de las partes, ni del resto de las potencias con intereses en la zona, contribuyendo al agravamiento de la tensión en los Balcanes, lo que a la larga desembocará en el atentado de Sarajevo, detonante de la Primera Guerra Mundial.
El Imperio otomano, inmerso en un proceso de reconstrucción nacionalista tras la llegada al poder de los Jóvenes Turcos, desea recuperar el dominio turco sobre una parte mayor de los Balcanes, de la que tan recientemente se ha visto privado. Este hecho provocará el alineamiento del Imperio junto a las Potencias Centrales durante la Primera Guerra Mundial.
Bulgaria se siente la gran perdedora, ya que ha sido incapaz de construir su idea de una Gran Bulgaria que incorporase toda la Macedonia, y la idea irredenta, con el apoyo de Rusia, se transforma en apoyo a los nacionalistas macedonios. Y con mayor motivo cuanto ya había ido sufriendo fuertes recortes territoriales desde el Tratado de San Stefano en marzo de 1878.
Grecia ve frustrado su deseo de ocupar toda la costa europea del Mar Egeo, ya que Bulgaria conserva una pequeña salida a ese mar, a la vez que con la anexión definitiva de la isla de Creta crece su irredentismo sobre otros territorios con población griega, tanto Chipre como la costa asiática del Egeo, especialmente Esmirna. También crece el sentimiento contrario a los italianos, motivado por la ocupación por estos del Dodecaneso desde la guerra italo-turca.
Albania, a pesar de obtener la autonomía, sigue nominalmente bajo dominio turco, en tanto que ni Italia ni Serbia ni Montenegro esconden las apetencias sobre el territorio.
Serbia continúa buscando una salida al Adriático, que sólo puede conseguir sea mediante la ocupación de Albania, sea ocupando Montenegro, sea enfrentándose a Austria-Hungría al ocupar Bosnia-Herzegovina. Con el apoyo de Rusia, se convierte en el puntal del paneslavismo en la zona, potenciando las actividades de tipo subversivo en Bosnia y otras zonas de Austria-Hungría ocupadas por eslavos. Su actuación impulsa grupos como los responsables últimos del atentado de Sarajevo.
Montenegro, un minúsculo país, ve peligrar su propia independencia por las apetencias de todos sus vecinos.
Rumania, que acaba de anexionar la Dobruya, se vuelve hacia otras zonas en las que reside población de etnia rumana, como la Bucovina o Transilvania, en poder de Austria-Hungría, o Besarabia, integrada en el Imperio ruso desde 1812.
Italia, que se siente frustrada por su tardía llegada al reparto colonial, siente que su zona de expansión es el Mediterráneo oriental y multiplica sus iniciativas tanto en relación con la costa de Dalmacia como respecto de Albania, así como en zonas del sur del Imperio otomano, desde su territorio recién ocupado del Dodecaneso.
El Imperio austrohúngaro ve cómo un conjunto de pequeños países rompen su sueño de lograr una salida estable al Mediterráneo a costa del Imperio otomano, a la vez que con la expansión del nacionalismo entre ¨los pueblos que lo forman alienta los irredentismos italiano, rumano y serbio.